# 史氏雀鯛
史氏雀鯛（學名：Pomacentrus smithi），是輻鰭魚綱鱸形目雀鯛科雀鯛屬的其中一種，分布於中西太平洋菲律賓、巴布亞新幾內亞、索羅門群島與新赫布里底群島海域，深度2至14公尺，體長可達7公分，棲息在潟湖及沿岸礁石區，成小群活動，以藻類、浮游生物為食，繁殖期時成對出現，雄魚會守護卵直到孵化，生活習性不明。